# Cinq mille kilomètres par seconde
Cinq mille kilomètres par seconde est un album de bande dessinée de l'Italien Manuele Fior publié en 2010 par Atrabile. Il reçoit début 2011 le Fauve d'or : prix du meilleur album au Festival d'Angoulême 2011 puis au printemps le Prix Micheluzzi de la meilleure bande dessinée au Comicon Napoli.